# Generación 2000 Nuevo Milenio
Generación 2000 Nuevo Milenio är en ort i Mexiko.   Den ligger i kommunen Mapastepec och delstaten Chiapas, i den sydöstra delen av landet, 800 km sydost om huvudstaden Mexico City. Generación 2000 Nuevo Milenio ligger 92 meter över havet och antalet invånare är 935.
Terrängen runt Generación 2000 Nuevo Milenio är platt åt sydväst, men åt nordost är den kuperad. Runt Generación 2000 Nuevo Milenio är det ganska glesbefolkat, med 27 invånare per kvadratkilometer. Närmaste större samhälle är Mapastepec, 3,8 km söder om Generación 2000 Nuevo Milenio. Trakten runt Generación 2000 Nuevo Milenio består till största delen av jordbruksmark.